# Zonsverduistering van 27 januari 2093

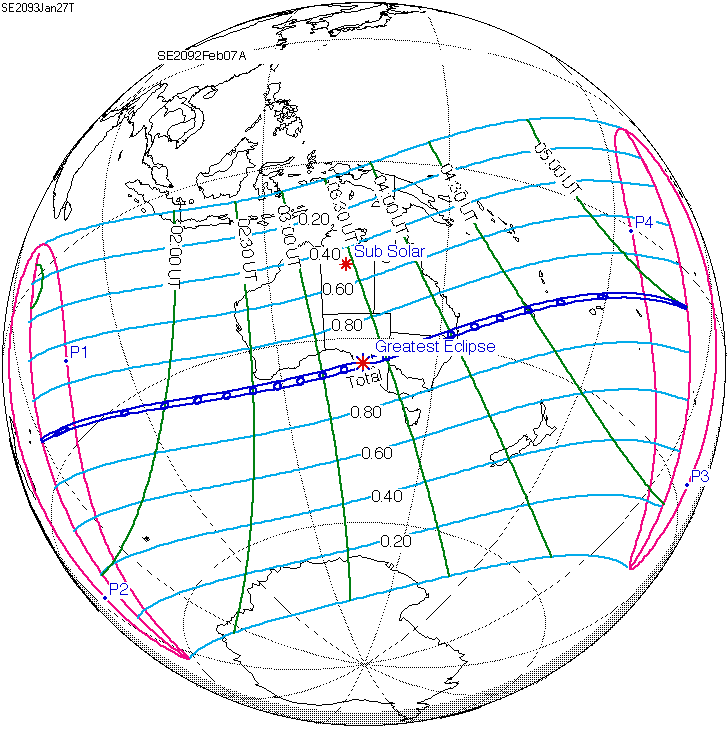
De zonsverduistering is de zien tussen de blauwe lijnen.

De totale zonsverduistering van 22 januari 2093 trekt veel over zee, maar is op land zichtbaar vanuit deze vier (ei)landen: Australië, Nieuw-Caledonië, Loyaliteitseilanden en Vanuatu. 

## Lengte

### Maximum
Het punt met maximale totaliteit ligt in de Golf van Spencer ten oosten van de havenstad Port Neill in Australië en duurt 2m58,0s.

### Limieten
| Fenomeen                    | Code | Tijdstip UTC |
| --------------------------- | ---- | ------------ |
| Eerste contact bijschaduw   | P1   | 00:41:05.1   |
| Eerste contact kernschaduw  | U1   | 01:38:34.5   |
| Kernschaduw compleet vanaf  | U2   | 01:39:34.5   |
| Bijschaduw compleet vanaf   | P2   | 02:41:15.8   |
| Maximum eclips              | GE   | 03:19:26.1   |
| Bijschaduw compleet t/m     | P3   | 03:57:42.9   |
| Kernschaduw compleet t/m    | U3   | 04:59:23.1   |
| Laatste contact kernschaduw | U4   | 05:00:19.9   |
| Laatste contact bijschaduw  | P4   | 05:57:52.9   |